# Herkulanej
Herkulanej (italijansko Ercolano) je bilo starodavno rimsko mesto, uničeno pod vulkanskim piroklastičnim tokom ob izbruhu ognjenika Vezuva leta 79. Njegove ruševine ležijo v komuni Ercolano v Kampaniji v Italiji.
Kot Unescova svetovna dediščina slovi Herkulanej slovi kot eno redkih starodavnih mest, ki se je ohranilo bolj ali manj nedotaknjeno, brez poznejših gradenj ali sprememb. Tako kot njegovo sestrsko mesto Pompeji, je tudi Herkulanej znan po tem, da ga je med izbruhom Vezuva leta 79 pokopal v pepel, skupaj s kraji Stabiae, Oplontis in Boscoreale.
Za razliko od Pompejev je piroklastični material, ki je pokrival Herkulanej karboniziran in je s tem ohranil les v predmetih, kot so strehe, postelje in vrata, pa tudi drugi materiali na organski osnovi, kot je hrana. Čeprav je večina prebivalcev mesto zapustila pred izbruhom, so bila leta 1980 odkrita prva dobro ohranjena okostja približno 400 ljudi, ki so umrli v bližini morskega zidu. 
Čeprav je bil manjši od Pompejev, je bil Herkulanej bogatejše mesto, saj je imel izjemno gostoto lepih hiš, na primer veliko bolj razkošno uporabo obarvanih marmornih oblog.

## Zgodovina
Starodavna tradicija je Herkulanej povezovala z imenom grškega junaka Herakleja (Herkula v latinščini in posledično rimski mitologiji ), kar kaže, da je mesto grškega izvora. V resnici se zdi, da so nekateri predniki samnitskih plemen italijanskega kopnega ustanovili prvo civilizacijo konec 6. stoletja pred našim štetjem. Kmalu zatem je mesto prišlo pod grški nadzor in so ga zaradi bližine Neapeljskega zaliva uporabljali kot trgovsko postojanko. Grki so mesto poimenovali Ἡράκλειον', Heraklion. V 4. stoletju pred našim štetjem je Herkulanej spet prišel pod prevlado Samnitov. Mesto je ostalo pod njihovim nadzorom dokler ni postalo rimski municipij leta 89 pred našim štetjem, ko ga je, ko je sodeloval v socialni vojni ("vojna zaveznikov" proti Rimu), premagal Tit Didij, legat Sule.
Po izbruhu ognjenika Vezuva leta 79 n. št., je bilo mesto Herkulanej pokopano pod približno 20 metri pepela. Ležalo je skrito in večinoma nedotaknjeno, dokler odkritja vodnjakov in podzemnih tunelov niso postala postopoma širše znana, zlasti po raziskovanjih princa d'Elbeufa v začetku 18. stoletja . Izkopavanja so se občasno nadaljevala do danes, ko je vidnih veliko ulic in zgradb, čeprav je več kot 75 % mesta še vedno pokopano. Danes italijanski mesti Ercolano in Portici ležita na približni likaciji Herkulaneja. Do leta 1969 se je mesto Ercolano imenovalo Resina. Ime je spremenilo v Ercolano, italijansko posodobitev antičnega imena v čast starega mesta.
Prebivalci so častili predvsem Herkula, za katerega so verjeli, da je bil ustanovitelj mesta in gore Vezuv. Druga pomembna božanstva, ki so jih častili, sta Venera in Apolon, ki sta upodobljena v več kipih v mestu.

## Izbruh leta 79
Plinij mlajši je bil priča izbruhu in je v pismu rimskemu zgodovinarju Tacitu zapisal edino znano pripoved očividcev, ki je bila napisana približno 25 let po dogodku. Velika večina obstoječih srednjeveških izvodov rokopisov - ni preživelih rimskih - je navedla datum, ki ustreza 24. avgustu in od odkritja vezuvskih mest do 21. stoletja je to sprejela večina učenjakov in skoraj vse knjige, o katerih je pisalo o Pompejih in Herkulaneju za širšo javnost. Ta datum je izhajal iz tiskane različice iz leta 1508  in je morda datum, naveden v Plinijevem izvirnem rokopisu, poškodovan. Strokovnjaki za rokopis verjamejo, da je bil datum, ki ga je prvotno navedel Plinij, eden od naslednjih: 24. avgusta, 30. oktobra, 1. novembra ali 23. novembra . Ta nenavadni, razpršeni niz datumov je posledica rimljanske konvencije o opisu koledarskih datumov. Vendar so oktobra 2018 italijanski arheologi odkrili napis z dne 17. oktobra, ki je pozneje obveljal . Nadaljnja podpora izbruhu v oktobru / novembru je že dolgo znana v več pogledih: pokopani ljudje v pepelu so bili v težjih oblačilih kot so lahka poletna oblačila, značilna za avgust; sveže sadje in zelenjava v trgovinah je značilno za oktober - in obratno, poletni sadeži, značilni za avgust, so se že prodajali v posušeni ali konzervirani obliki. Posode za fermentiranje vina so bile zapečatene, kar bi se zgodilo konec oktobra; kovanci, ki jih najdemo v torbici ženske, pokopane v pepelu, vključujejo enega s 15. cesarsko odobritvijo med cesarjevimi naslovi in ga niso mogli kovati pred drugim tednom v septembru .
Na podlagi arheoloških izkopavanj in dveh Plinijevih pisem rimskemu zgodovinarju Tacitu je potek erupcije mogoče obnoviti.
Okoli 13. ure je začel Vezuv bruhati vulkanski material na tisoče metrov v nebo. Ko je dosegel tropopavzo, se je vrh stebra sploščil, kar je Plinija navdalo, naj ga Tacitu opiše kot kamniti bor. Prevladujoči vetrovi so takrat pihali proti jugovzhodu, zaradi česar je vulkanski material padal predvsem na mesto Pompeji in okolico. Ker je Herkulanej ležal zahodno od Vezuva, ga je prva faza izbruha le rahlo prizadela. Medtem ko so se strehe v Pompejih sesule pod težo padajočega pepela, je na Herkulanej padlo le nekaj centimetrov pepela, kar je povzročilo malo škode, vendar je kljub temu večino prebivalcev prisililo, da so pobegnili.
Naslednji dan se je ob 1:00 zjutraj eruptivni steber, ki se je dvigal v stratosfero, podrl na Vezuv in njegove boke. Prvi piroklastični tok, ki je nastal z mešanico pepela in vročih plinov, se je spuščal po gori in skozi večinoma evakuirano mesto Herkulanej s hitrostjo 160 km / h. Mestne zgradbe so pokopale zaporedje šestih tokov in naletov, kar je na nekaterih območjih povzročilo malo škode in ohranilo strukture, predmete in žrtve skoraj nedotaknjene. Vendar pa je na drugih območjih prišlo do velike škode, porušitve zidov, stebrov in drugih velikih predmetov ; marmornat kip M. Noniusa Balbusa v bližini kopeli je bil odpihnjen 15 m stran, karbonizirani okostnjak pa je bil odkrit 2,5 m nad višino tal na vrtu Hiše Telefusovega reliefa .
Nedavne multidisciplinarne raziskave smrtonosnih učinkov piroklastičnih tokov na območju Vezuva so pokazale, da je bila v bližini Pompejev in Herkulaneja vročina glavni vzrok smrti ljudi, za katere se je pred tem domnevalo, da so umrli zaradi zadušitve s pepelom. Ta študija kaže, da je bila izpostavljenost sunkom, ki je znašal vsaj 250 ° C tudi na razdalji 10 kilometrov od odzračevanja, dovolj za takojšnjo smrt vseh stanovalcev, četudi so bili v zavetiščih stavb .

## Arheologija
Leta 1709 so s kopanjem globokega vodnjaka odkrili nekaj izjemnih kipov na najnižjih ravneh, za katere je bilo kasneje ugotovljeno, da so gledališče. Princ d'Elbeuf je kupil zemljo in nadaljeval kopati predore z dna vodnjaka ter zbiral kipe, ki so jih lahko našli. Med najstarejšimi odkritimi kipi sta bila dve vrhunsko izklesani ženski , ki sta zdaj v dresdenskem Skulpturensammlungu .
Španski inženir Rocque Joaquin de Alcubierre je leta 1738 obnovil večji izkop. Izčrpna publikacija Le Antichità di Ercolano (Antični Herkulanej) pod pokroviteljstvom kralja Karla III. je vplivala na nastajajoč evropski neoklasicizem; v poznem 18. stoletju so se na slogovni opremi začeli pojavljati motivi Herkulaneja, od okrasnih stenskih poslikav in tripodov, do gorilnikov za dišave in čajnih skodelic. Vendar so se izkopavanja nehala, ko so odkrili bližnje mesto Pompeji, kar je bilo bistveno lažje izkopati zaradi tanjše plasti nasutja, ki je prekrivalo najdišče (4 m v nasprotju s Herkulanejevimi 20 m).
Barker je v svojem zakopanem Herkulaneju iz leta 1908 zapisal: »Po ukazu Franca I. je bilo kupljeno zemljišče in leta 1828 so se pod vodstvom arhitekta Carla Bonuccija začela izkopavanja v dveh delih, 150 metrov narazen. Leta 1868 so nakupili še več zemlje in izkope izvajali v smeri proti vzhodu do leta 1875. Skupna površina zdaj meri 1510 x 755,8 m. Omejitve izkopavanj na sever in vzhod so sodobne ulice Vico di Mare in Vico Ferrara. Tu je viden le del starodavnega Herkulaneja«.
Od leta 1927 do 1942 je Amedeo Maiuri začel novo sezono izkopavanj, ki je v arheološkem parku, ki je viden danes, razkril približno štiri hektarje starodavnega mesta.
Izkopavanja so se v mestu 1980–81 nadaljevala na starodavni obali, kjer so našli okostja v tako imenovanih čolnarnah.
Od leta 1996 do 1999 so izkopali in izpostavili veliko območje severozahodno od mesta, vključno z delom vile Papiri, severovzahodnimi termami, hišo Dionizijevih reliefov in velik porušen spomenik. To območje je ostalo v kaotičnem stanju in v letih 2000–7 je bilo opravljeno nadaljnje delo na področju ohranjanja tega območja.
Številne javne in zasebne zgradbe, vključno s kompleksom foruma, je še treba izkopati.

## Najdišče
Stavbe na mestu so združene v bloke (insule), ki jih določa presečišče ulic vzhod-zahod (cardi) in sever-jug (decumani). Zato imamo Insula II - Insula VII, ki teče v nasprotni smeri urinega kazalca od Insula II. Na vzhodu sta dva dodatna bloka: Orientalis I (oI) in Orientalis II (oII). Južno od Orientalisa I leži še ena skupina zgradb, znana kot "primestno okrožje" (SD). Posamezne stavbe imajo svojo vhodno številko. Hiša jelenov je na primer označena (Ins IV, 3).

### Aristidova hiša (Ins II, 1)
Prva stavba v insuli II je Aristidova hiša. Vhod se odpre neposredno na atrij, vendar ostanki hiše niso posebej dobro ohranjeni zaradi škode, ki so jih povzročila prejšnja izkopavanja. Spodnje nadstropje je bilo verjetno uporabljeno za shranjevanje.

### Argosova hiša (Ins II, 2)
Druga hiša v insuli II je dobila ime po freski Argosa in Io, ki je nekoč krasila sprejemno sobo ob velikem peristilu. Freska je zdaj izgubljena, vendar njeno ime živi naprej. Ta zgradba je morala biti ena lepših vil v Herkulaneju. Odkritje hiše v poznih 1820-ih letih je bilo opazno, ker je bilo prvič, ko je bilo drugo nadstropje odkrito tako podrobno. V izkopu je bil razviden balkon drugega nadstropja s pogledom na Cardo III, pa tudi lesene police in omare; vendar so se s časom ti elementi izgubili.

### Genijeva hiša (Ins II, 3)
Severno od Argosove hiše leži Genijeva hiša. Izkopana je bila le delno, vendar se zdi, da gre za prostorno zgradbo. Ime je dobila po kipu kupida, ki je bil del svečnika. V središču peristila so ostanki pravokotne kotline.

### Hiša niš (Ins IV)
Hiša sta pravzaprav dve zgradbi, ki sta združeni. Posledično gre za mešanico navadnih in preprostih sob v kombinaciji z nekaj zelo okrašenimi.
Atrij je pokrit, zato nima običajnega impluvija. Ohranja prvotna tla iz mozaika opus tesselatum in opus sectile. Izven atrija je biclinium, bogato okrašen s freskami v četrtem slogu in velikim triklinijem, ki je imel prvotno marmorna tla. Do številnih drugih prostorov, od katerih je en niša z apsido, po kateri je hiša dobila ime, je mogoče priti skozi dvorano, ki dobiva svojo svetlobo z majhnega dvorišča.

### Tempelj augustalov
Tempelj augustalov ali duhovnikov cesarskega kulta, ki ga je ustanovil Tiberij, za vzdrževanja kulta Avgusta in Julijev.

### Centralne terme
Centralne terme so bile kopališče, zgrajeno okoli 1. stoletja našega štetja. Kopališča so bila takrat zelo pogosta, zlasti v Pompejih in Herkulaneju. Po običajni praksi sta bili dve različni kopališči, eno za moške in drugo za ženske. Te hiše so bile izjemno priljubljene in so dnevno privabljale veliko obiskovalcev. V tem kulturnem središču je bilo tudi več umetniških del, ki jih lahko najdemo na različnih območjih najdišča.

### Vila papirusov
Najbolj znana razkošna vila v Herkulaneju je Vila papiruov. Nekoč je bila prepoznana kot veličasten obmorski umik za Lucija Kalpurnija Piso Ceesoninusa, konzula in tasta Julija Cezarja; vendar predmeti, za katere se domneva, da so povezani z Lucijem Calpurniusom Piso Caesoniusom, bolj ustrezajo močno standardiziranemu sestavu in ne morejo z gotovostjo navesti lastnika vile . Vila se razteza proti morju v štirih terasah. Piso, pismen človek, ki je bil pokrovitelj pesnikov in filozofov, je tam zgradil lepo knjižnico, ki je edina preživela nedotaknjena iz antike.
Med letoms 1752 in 1754 so delavci iz Vile papirusa neomejeno odstranili več črnih nečitljivih papirusnih zvitkov. Ti zvitki so postali znani kot Herkulanejski papirus ali zvitki, katerih večina je danes shranjena v Neapeljski nacionalni knjižnici. Zvitki so slabo karbonizirani, vendar je bilo veliko število odkritih, z različnimi stopnjami uspeha. Računalniško izboljšano večspektralno slikanje v infrardečem območju pomaga, da je črnilo čitljivo. Zdaj obstaja resnična možnost, da bo mogoče z rentgenom brati neodprte zvitke . Enake tehnike bi lahko uporabili pri zvitkih, ki čakajo, da jih odkrijejo v še neizkopanem delu vile, s čimer bi odpravili potrebo po potencialni poškodbi zvitkov, če bi jih odvili. V poznejšem poskusu boljšega branja zapisov na zvitkih so jih znanstveniki slikali s CT-jem. S pomočjo tega pregleda so znanstveniki lahko videli strukturo vlaknin zvitkov in videli pesek in drugo umazanijo, ki je z leti prišla v banje. S poznavanjem strukture jih je bilo lažje odviti, ne da bi se zlomili. Vendar je bilo besedilo na zvitkih še vedno nečitljivo. 
Skupina je poleti 2009 preživela mesec dni in naredila številne rentgenske preiskave dveh zvitkov, ki so shranjeni v Francoski nacionalni akademiji v Parizu. Upali so, da bo računalniška obdelava skeniranja pretvorila v digitalne slike, ki prikazujejo notranjost zvitkov in razkrivajo starodavno pisanje. Glavni strah pa je bil, da so rimski pisci morda uporabljali črnila na osnovi ogljika, ki bi bila v bistvu nevidna za skeniranje. Ta strah se je izkazal za dejstvo. Upali so, da bo besedilo razkrilo ponovno skeniranje zvitkov z močnejšo rentgensko opremo. Vendar pa naknadni rentgenski žarki niso prinesli ničesar berljivega. 
Leta 2015 je skupina raziskovalcev na čelu z italijanskim fizikom Vitom Mocello uporabila metodo rentgenske fazno-kontrastne tomografije, ki je znanstvenikom omogočila povečanje kontrasta med ogljikovim črnilom in papirusom na osnovi ogljika, tako da so besede lahko brali vzdolž zunanje površina papirusa. Znanstveniki so lahko na zvitkih prebrali besede, napisane v grščini, ki so označile začetek »revolucije za papirologe«. Medtem ko raziskovalci na zvitkih lahko določijo nekatere besede, je še dolga pot, preden bodo zgodbe prebrane.

### Skeletni ostanki
V letih 1980-2, pod upravnikom mesta dr. Giuseppe Maggijem, so izkopavanja, sprva na plaži in v prvih šestih tako imenovanih čolnarskih lokih, izpostavila več kot 55 okostij (30 odraslih moških, 13 odraslih žensk in 12 otrok). Ker so prejšnja izkopavanja odkrila le nekaj okostij, je dolgo veljalo, da je skoraj vsem prebivalcem uspelo pobegniti, vendar je to presenetljivo odkritje vodilo k spremembi stališča. Zadnje prebivalce, ki so čakali na reševanje po morju, je v trenutku ubila močna vročina, čeprav so bili zaščiteni pred neposrednim udarcem. Študija drže žrtev in učinki na njihovo okostje kažejo, da je prvi nalet povzročil takojšnjo smrt kot rezultat fulminantnega šoka zaradi temperature približno 500 ° C. Močna vročina je povzročila krčenje rok in nog in morda zlom kosti in zob.
Po obdobju slabega upravljanja najdb in propadanju okostij  nadaljnjih izkopavanj v 1990-ih je bilo ugotovljeno, da je bilo v tristo lokih, ki so bili obrnjeni proti morju in na plaži, skupaj približno tristo skeletov, tesno skupaj, medtem ko je bilo mesto skoraj popolnoma evakuirano. Žensko s prstani (glej sliko), ki so jo poimenovali po prstanih na prstih, so odkrili leta 1982.
Kemična analiza ostankov je omogočila večji vpogled v zdravje in prehrano prebivalstva Herkulaneja. Dr. Sara C. Bisel (1932–1996) je bila fizikalna antropologinja in klasična arheologinja, ki je v Herkulaneju igrala vidno vlogo pri zgodnjih znanstvenih raziskavah. Njeno pionirsko delo na področju kemijske in fizikalne analize okostij je dalo nov vpogled v prehrano in zdravje starodavnih populacij. To je veljalo za prelomno in pomagalo napredovati na področju paleodemografije. Količine svinca, ki so bile najdene v nekaterih okostjih, so povzročile špekulacije z zastrupitvi s svincem. Tudi prisotnost brazgotin na medenici lahko na primer kaže na število otrok, ki jih je ženska rodila.
Izdelali so tudi dele kosti, ki so nadomestile prvotne kosti po tafonomski študiji, znanstveni dokumentaciji in izkopu. V nasprotju s Pompeji, kjer so bili odlitki, ki spominjajo na telesne značilnosti žrtev, izdelani tako, da so telesne odtise na depoju pepela napolnili z mavcem, oblike trupel pri Herkulaneju ni bilo mogoče ohraniti zaradi hitre izparitve in zamenjave mesa žrtve z vročim pepelom (približno 500 ° C). Del okostja, ki je bil odkrit v prostoru 10, je na ogled v Neapeljskem muzeju antropologije.
Najpomembnejša in obsežnejša študija vzorca ostankov žrtev Herkulaneju je tista, ki jo je objavil Luigi Capasso leta 2001. Ta študija, ki je uporabila rentgenske žarke, je nadomestila prejšnje delo Bisela.

## Nevarnost za najdišče

### Naravne nesreče
Od leta 2015 nekateri vulkanologi verjamejo, da ima Vezuv možnost ponovnega izbruha, kot je bil tisti iz leta 79. Če pogledamo potresne valove potresov pod vulkanom, se verjame, da bi lahko obstajala magma (staljen material) 8 do 10 km pod njim, vendar ni jasno ali lahko ta magma izbruhne ali ne.

### Klimatske spremembe
Leta 79 je bil Herkulanej obalno mesto tik nad morsko gladino. Zdaj so določena območja starodavnega mesta kar 4 metre pod sedanjo morsko gladino. Medtem ko je Projekt zaščite Herkulaneja izvajal drenažni sistem, ki preprečuje zbiranje vode v mestu in povzroča nadaljnjo škodo na območju, podnebne spremembe povzročajo, da se gladina morja vsako leto dvigne za 3,1 mm. Ocenjujejo, da bi se lahko do koncu stoletja gladina morja vsako leto dvignila za kar 19 mm. Če se gladina morja še naprej dviguje s tako zaskrbljujočo hitrostjo, bo morda prišel čas, ko bo sedanji sistem odvodnjavanja neučinkovit in starodavno mesto še enkrat izgubljeno.

### Sodobna civilizacija
Sodobno mesto Ercolano se dviga neposredno nad starodavnim mestom, ob severni steni izkopanega mesta in na nekaterih lokacijah visi nad tem mestom, ki zajema še veliko neodkritih skrivnosti starodavnega mesta pod njim. Ob nenehnih prizadevanjih za širitev sodobnega mesta to nenehno grozi starodavnemu mestu, kar povzroča veliko težav za obe mesti.

## Vprašanja ohranitve
Vulkanski pepel in naplavine, ki pokrivajo Herkulanej, so ga skupaj z izjemno vročino pustile v izjemnem stanju ohranjenosti že več kot 1600 let. Ko pa so se začela izkopavanja, se je zaradi izpostavljenosti naravnim elementom začel počasi proces propadanja. K temu niso pomagale metode arheologije, uporabljene prej pri izkopu mesta, ki so se na splošno osredotočale na pridobivanje dragocenih artefaktov, namesto na zagotavljanje ohranjanja vseh artefaktov. V začetku 1980-ih in pod vodstvom dr. Sare C. Bisel je ohranjanje okostij postalo velika prednostna naloga. Karbonizirani ostanki organskih materialov, ko so bili izpostavljeni zraku, so se v nekaj dneh poslabšali in uničili številne ostanke, dokler se ni oblikoval način njihovega ohranjanja.
Turizem in vandalizem sta danes poškodovala številna območja, ki so odprta za javnost, vodna škoda, ki prihaja iz sodobnega Ercolana, pa je spodkopala številne temelje stavb. Prizadevanja za obnovo so se pogosto izkazala za kontraproduktivna. Vendar so bili v današnjem času prizadevanja za ohranjanje uspešnejša. Danes so izkopavanja začasno prekinjena, da bi usmerili vsa sredstva za reševanje mesta.
V neapeljskem Nacionalnem arheološkem muzeju je ohranjeno veliko število artefaktov iz Herkulaneja

### Sodobna zaščita
Po dolgih letih slabega upravljanja je Herkulanej zapadel v resnično slabo stanje. Na srečo je leta 2001 Humanistični inštitut Packard začel projekt Herkulanej Conservation - zasebno-javno partnerstvo. Sprva je bil projekt namenjen finančni pomoči lokalnim oblastem in obravnavanju resnično kritičnih področij tega območja. Vendar se je sčasoma cilj spremenil v ne le zagotavljanje finančne pomoči, ampak tudi zagotavljanje virov in usposobljenih strokovnjakov, ki bi se lahko bolje zavzeli za to najdišče. Skupina je prešla od reševanja težav v zvezi z ohranjanjem v sili do oblikovanja formule za dolgoročno izboljšanje območja. Projekt ohranjanja Herkulaneja je bil od leta 2001 vključen v več pilotnih projektov ohranjanja in sodeluje z Britansko šolo v Rimu, da bi študente aktivno poučeval, kako vzdrževati območje.
Eden od pilotskih projektov, ki ga je začel Konzervatorski projekt, je bil na tablinumu, ki ga je Maiurijeva ekipa ohranila leta 1938. Sčasoma je voda uspela pronicati v steno, zaradi česar se je barva pritrdila na prej nanešen vosek in se skodrala s stene. Vendar so konzervatorji po sodelovanju z Gettyjevim muzejem ustvarili tehniko, s katero lahko uporabijo vrsto topil, da odstranijo nekaj voska in zmanjšajo količino kopičenja na stenah, tako da se barva ne odstrani več stene.
Medtem ko prizadevanja za ohranjanje še vedno trajajo, je Herkulanej z enega najslabše ohranjenih območij Unesca, ki mu je grozilo, da bo uvrščen na seznam ogroženi, postal »šolski primer uspešnega arheološkega ohranjanja«.

## Galerija
- Hiša št. 22 je znana po tem izjemnem poletnem trikliniju z nimfeju, okrašenem z barvnimi mozaiki
- Neptun in Salacia, stenski mozaik v hišni št. 22
- Tlakovci v ulici Herkulanej
- Stanovanjska cev za vodo iz Herkulaneja
- Stenske slike v prvem slogu
- Intarzirana marmorna tla
- Marcus Nonius Balbus starejši, najden v stanovanjih Resine / Herkulanej.
- Bronasti kipi tekačev iz Vile Papirusov v Herkulaneju, ki je zdaj v neapeljskem Nacionalnem arheološkem muzeju